# سول إيدج
سول إيدج (بالإنجليزية: Soul Edge)‏ (باليابانية: ソウルエッジ) ، وتسمى في النسخة الأمريكية سول بلايد (Soul Blade) ، هي لعبة فيديو إلكترونية من نوع قتال، من إنتاج وتطوير ستوديو بروجكت إيدج ومن نشر شركة نامكو سنة 1995م، وتعمل لمنصة جهاز آركيد ونظام التشغيل المنزلي بلاي ستيشن.